# Conchocarpus nicaraguensis
Conchocarpus nicaraguensis là một loài thực vật có hoa trong họ Cửu lý hương. Loài này được (Standl. & L.O.Williams) Kallunki & Pirani mô tả khoa học đầu tiên năm 1998.